# Troy (condado de Walworth, Wisconsin)
Troy es un pueblo ubicado en el condado de Walworth en el estado estadounidense de Wisconsin. En el Censo de 2010 tenía una población de 2353 habitantes y una densidad poblacional de 25,62 personas por km².

## Geografía
Troy se encuentra ubicado en las coordenadas 42°48′7″N 88°28′43″O / 42.80194, -88.47861. Según la Oficina del Censo de los Estados Unidos, Troy tiene una superficie total de 91.85 km², de la cual 90.01 km² corresponden a tierra firme y (2%) 1.84 km² es agua.

## Demografía
Según el censo de 2010, había 2353 personas residiendo en Troy. La densidad de población era de 25,62 hab./km². De los 2353 habitantes, Troy estaba compuesto por el 98.43% blancos, el 0.13% eran afroamericanos, el 0.13% eran amerindios, el 0.3% eran asiáticos, el 0% eran isleños del Pacífico, el 0.42% eran de otras razas y el 0.59% pertenecían a dos o más razas. Del total de la población el 0.81% eran hispanos o latinos de cualquier raza.